# Visaginas
Visaginas è una città dell’omonimo distretto (di cui tra l’altro è il capoluogo) della contea di Utena, nell’est della Lituania (poco lontana dalle confinanti Bielorussia e Lettonia).
Si sviluppa vicino al lago Visaginas, da cui trae nome il centro urbano. Secondo un censimento del 2011, la popolazione ammonta a 22.361 abitanti.
Gli annali riportano una prima menzione della città nel 1526. L'insediamento attuale fu fondato nel 1975 con il nome di Sniečkus, per creare un centro abitato destinato ai lavoratori della Centrale nucleare di Ignalina. Fu fondato su un insediamento formato da 4 villaggi, il più grande dei quali portava appunto il nome di Visaginas.
La ferrovia Vilnius–Daugavpils percorre l’area esterna della città, permettendo così collegamenti rapidi tra le varie aree periferiche e non. Le autostrade collegano Visaginas ad altri insediamenti maggiori come la capitale, Anykščiai e Zarasai.

## Storia
Nell'antichità, le aree nei pressi di Visaginas erano abitate dai Selonici. La prima menzione risale all’anno sopraccitato (1526) ad opera del latifondista Vaitiekus Goštautas, il quale autorizzò la costruzione di una chiesa. Tra il XIV e il XIX secolo, l'area fu invasa dall'Ordine livoniano, dall'impero svedese, dall'impero russo e dalle truppe napoleoniche.
Prima della Seconda guerra mondiale, dal 1922 al 1939, l'area della moderna Visaginas divenne un unico gmina (termine polacco che sta per comune) appartenente alla Seconda Repubblica di Polonia.

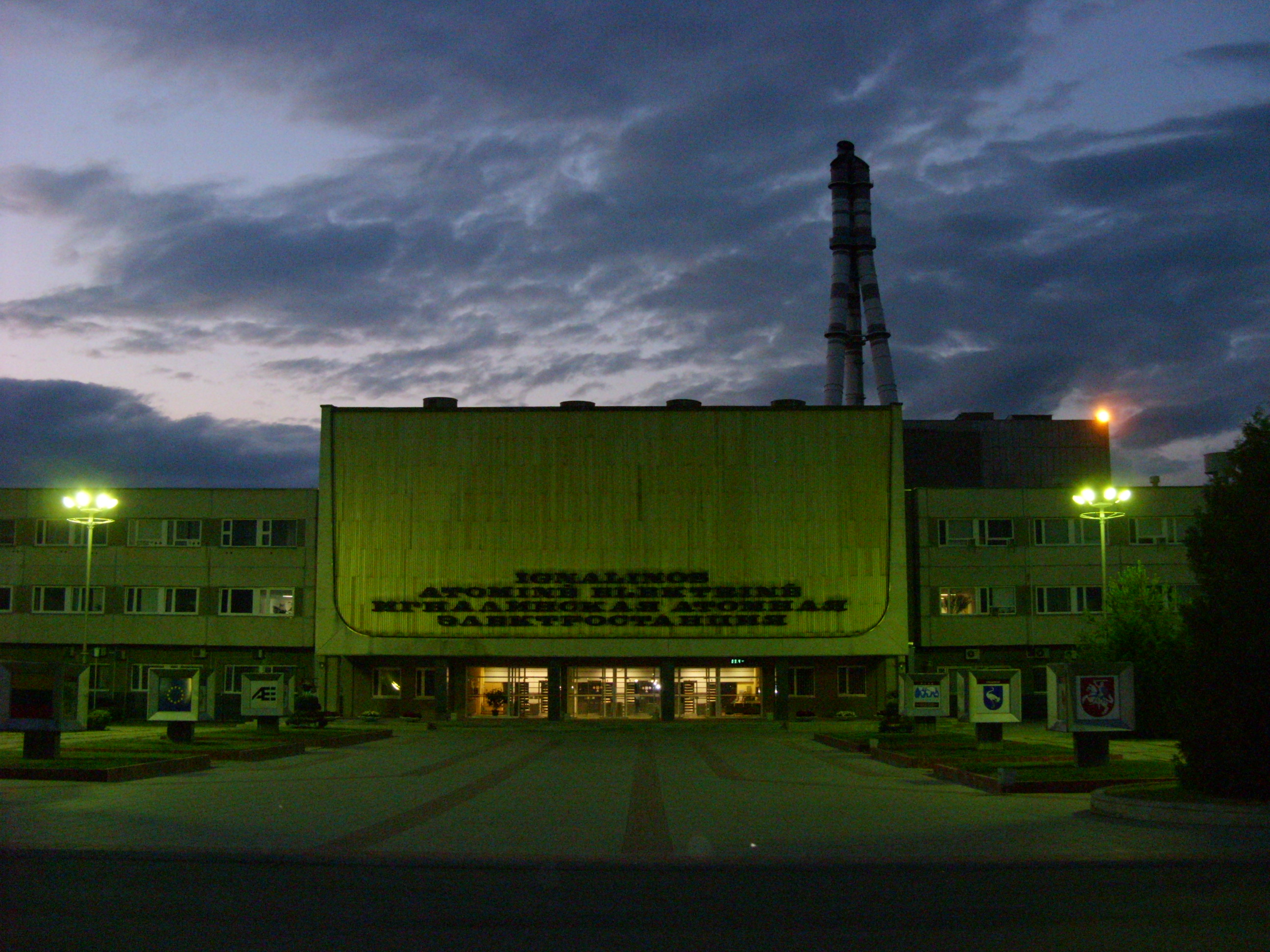
Centrale nucleare di Ignalina

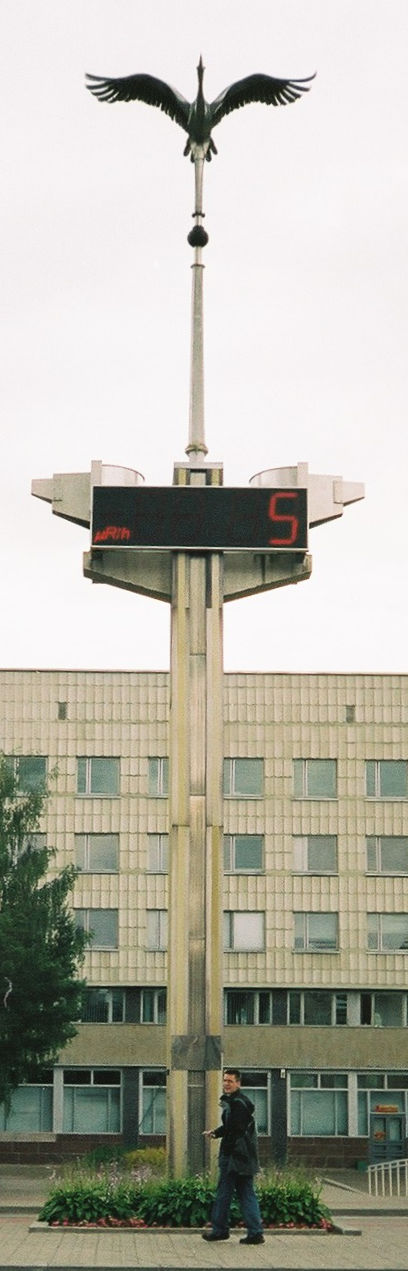
Contatore Geiger

La costruzione della centrale nucleare (1975) portò a un incremento della popolazione locale: si venne a costituire  Sniečkus, quartiere di residenza dei lavoratori della centrale. Il nome derivava dal Segretario Generale del Partito Comunista della Lituania Antanas Sniečkus. Nel 1977 alla città fu riconosciuta la qualifica di insediamento urbano, ricevendo diritti poi successivamente confermati anche a seguito dell’indipendenza raggiunta nel 1991.
Superata la parentesi sovietica, la presenza della comunità russa non è scemata e costituisce ad oggi ancora la maggioranza della popolazione: Visaginas è diventato uno snodo cruciale per l'economia nazionale ed europea, con special riferimento all'area baltica.

## Popolazione
| Nel 2001, la popolazione ammontava a 29 554 abitanti: - Russi – 52,42 % (15 491); - Lituani – 14,95 % (4 419); - Bielorussi – 9,68 % (2 862); - Polacchi – 8,6 % (2 541); - Ucraini – 5,36 % (1 583); - Tatari – 0,89 % (263); - Tedeschi – 0,37 % (110); - Lettoni – 0,35 % (104); - Armeni – 0,28 % (82); - Kiti (comunità di origine selonica) – 7,10 % (2 099). | Nel 2011, la popolazione ammontava a 22 361 abitanti: - Russi – 52,16 % (11 664); - Lituani – 18,27 % (4 086); - Bielorussi – 9,89 % (2 211); - Polacchi – 9,32 % (2 084); - Ucraini – 5,16 % (1 154); - Tatari – 0,76 % (170); - Armeni – 0,3 % (67); - Tedeschi – 0,28 % (63); - Lettoni – 0,28 % (62); - Kiti (comunità di origine selonica) – 3,58 % (800). |

Innegabile che la varietà etnica possa aver portato alla formazione di vari ambienti culturali in città.

## Industria
La centrale nucleare ha rappresentato a lungo la principale attività industriale del luogo: è stata considerata una delle più potenti al mondo. Ha cessato di operare nel dicembre del 2009 per ragioni legate alla sicurezza pubblica e ad oggi continua ad essere inattiva. Già dopo il disastro di Černobyl' nell'aprile del 1986, la potenza del reattore fu ridotta a 1 360 MW causando una modificazione sostanziale. L’impianto forniva lavoro a più di 5000 persone. Attualmente, gli interessi principali si concentrano sullo sfruttamento o produzione di altre risorse: calcestruzzo, cemento armato e legno. Non mancano aziende dedite al settore manifatturiero, trasporti e abbigliamento. Si contano circa 1500 compagnie industriali nell'area cittadina, perlopiù piccole imprese.

## Amministrazione
La città è gemellata con:
- Obninsk, Russia
- Slavutyč, Ucraina
- Smarhon', Bielorussia
- Zambrów, Polonia